# Union démocratique et sociale gabonaise
L'Union démocratique et sociale gabonaise (UDSG) est un parti politique gabonais qui existe de 1947 à 1968.

## Histoire

### Les premières années (1947-1960)
L'UDSG a été créée le 9 septembre 1947 par Jean-Hilaire Aubame . Parti socio-démocrate, son nom est inspiré de l'UDSR de François Mitterrand. Aux élections de l'Assemblée territoriale de 1952, il a remporté 14 des 24 sièges. L'UDSG remporte le même nombre de sièges aux élections de 1957, mais dans une assemblée élargie à 40 sièges. Bien que l'UDSG soit le plus grand parti, la coalition dirigée par le Bloc démocratique gabonais remporte la majorité des sièges. L'UDSG soutient le "Oui" au référendum de 1958, faisant du Gabon un état membre de la Communauté française. En revanche, il se positionne en faveur de l'indépendance en 1960 là où le BDG de Léon Mba soutenait la départementalisation.

### De l'Union Nationale au coup d'Etat (1961-1964)
Le parti forme une alliance avec le BDG pour les élections législatives de 1961, l'Union Nationale. Léon Mba était le seul candidat à la présidentielle et les deux partis ont présenté une liste commune pour les élections à l'Assemblée nationale. Mba et la liste commune étaient sans opposition.   
En janvier 1964, Léon Mba fait adopter une nouvelle loi électorale en vue des élections devant se tenir en février. Le nouveau système désavantage considérablement l'UDSG et les autres partis d'opposition et contribue à un mécontentement général.   
Le 17 février 1964, Léon Mba est renversé par un coup d'Etat. Un gouvernement provisoire est formé avec Jean-Hilaire Aubame à sa tête. Léon Mba est rapidement rétabli dans ses fonctions le 20 février à la suite d'une intervention militaire française. Jean-Hilaire Aubame est arrêté et jugé en août de la même année. Il sera emprisonné jusqu'en 1972. 

### Dernières années (1964-1968)
Des élections législatives sont finalement organisées le 12 avril 1964. Désavantagé par le système électoral l'UDSG remporte 16 sièges, tandis que le BDG en remporte 31 (Le BDG obtient 50,38% des votes contre 49,62% pour l'UDSG). Après la mort de Léon Mba en novembre 1967, son successeur, Albert-Bernard Bongo organise des élections législatives ne voyant concourir que des candidats du BDG.   
Le 13 mars 1968, le Gabon devient un régime à parti unique, l'UDSG, comme les autres partis sont dissous. 